# جان ساندبرگ
جان ساندبرگ (انگلیسی: John Sundberg; ۲۰ دسامبر ۱۹۲۰ – ۱۰ فوریهٔ ۲۰۰۴) ورزشکار ورزش تیراندازی اهل سوئد بود.
وی در مسابقات کشوری و بین‌المللی در مجموع برندهٔ ۱ مدال برنز شده‌است.